# 西村正雄
西村 正雄（にしむら まさお、1932年（昭和7年）11月18日 - 2006年（平成18年）8月1日）は、日本の銀行家。神奈川県出身。日本興業銀行元頭取、みずほホールディングス元会長。

## 概要
政治家・安倍晋太郎は異父兄であり、その次男・安倍晋三及び同三男・岸信夫は甥にあたる｡

## 来歴・人物
1999年、大手銀行に約7兆4,500億円もの公的資金が注入されたが、各行がこの受け入れに尻込みする中、注入の申請を真っ先に表明して流れを作る場面もあった。同年にはみずほフィナンシャルグループ発足に動き、非金利収入の拡大や投資銀行ビジネスの推進を訴えるなど、2000年前後の金融ビッグバンの牽引役の一人であった。
みずほフィナンシャルグループをみずほコーポレート銀行とみずほ銀行へ分割するグループ編成を考えた。そのため、第一勧業銀行出身のみずほ銀行幹部からは、「コーポレート銀行は『興銀救済措置』だった」と評されている。

## 略歴
- 神奈川県出身。
- 神奈川県立湘南高等学校卒業。
- 1955年（昭和30年）東京大学法学部卒業、興銀入行。
- 1996年（平成8年）6月 同行頭取就任。
- 2000年（平成12年）6月 日本航空株式会社監査役就任（2003年（平成15年）6月退任）。
- 2000年（平成12年）9月 みずほホールディングス会長を兼任、あわせて杉田力之・第一勧業銀行会長兼頭取、山本惠朗・富士銀行頭取（肩書はいずれも当時）とともに同社の共同最高経営責任者（Co-CEO）に就任。
- 2002年（平成14年）4月 前身行からみずほ銀行・みずほコーポレート銀行への再編が完了したことを機に、みずほホールディングス会長を退任し特別顧問に就任したが、直後に発生した大規模システム障害の責任を取り退任を余儀なくされる。
- 2002年（平成14年）6月 みずほフィナンシャルグループ名誉顧問就任。
- 2002年（平成14年）10月 株式会社日本航空監査役就任。
- 2004年（平成16年）10月 東京地下鉄株式会社監査役就任。
- 2006年（平成18年）6月 株式会社日本航空インターナショナル監査役就任。
- 2006年（平成18年）8月1日午後8時15分 心不全のため74歳にて死去[1]、喪主は長男の浩。